# فهرست شهرهای استان آذربایجان غربی

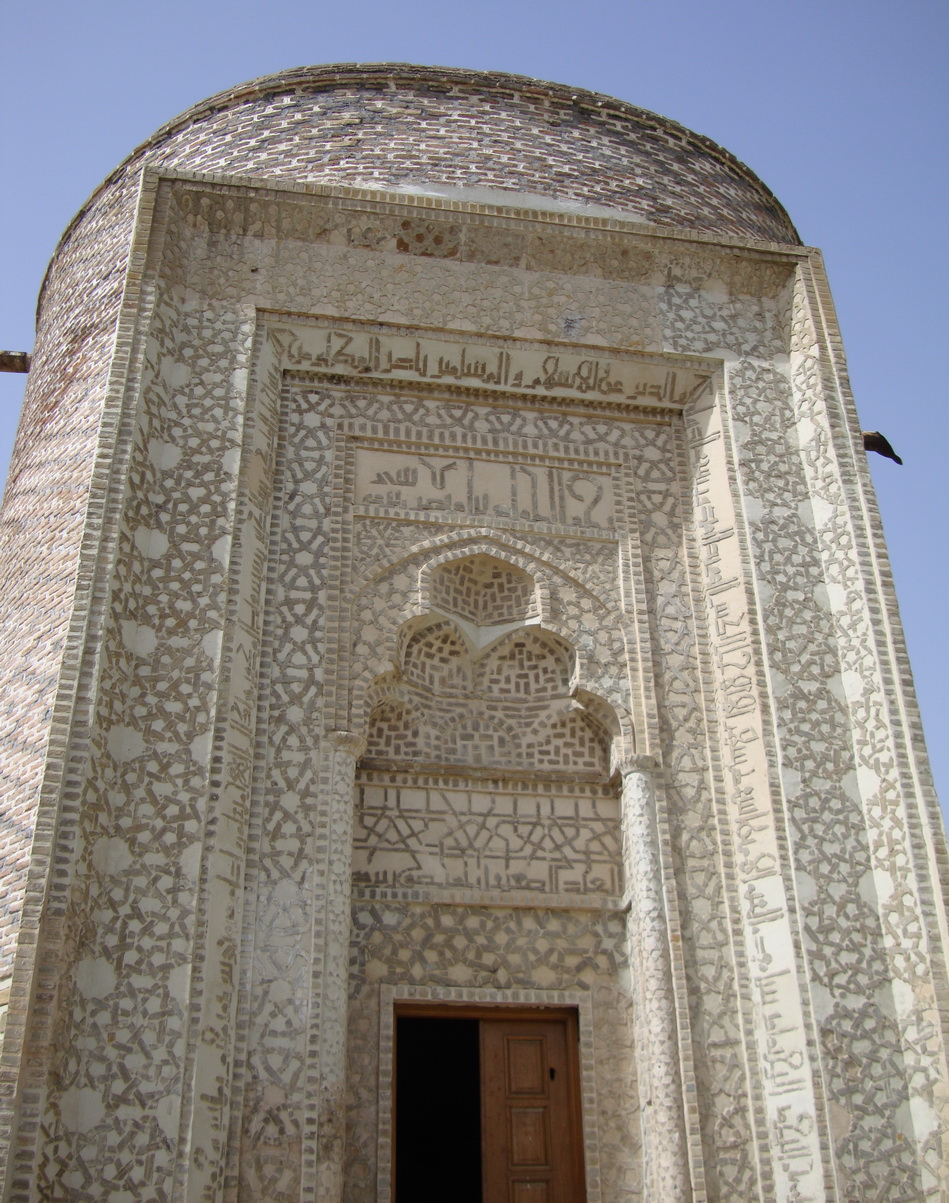
ارومیه؛ پرجمعیت‌ترین شهر استان آذربایجان غربی.

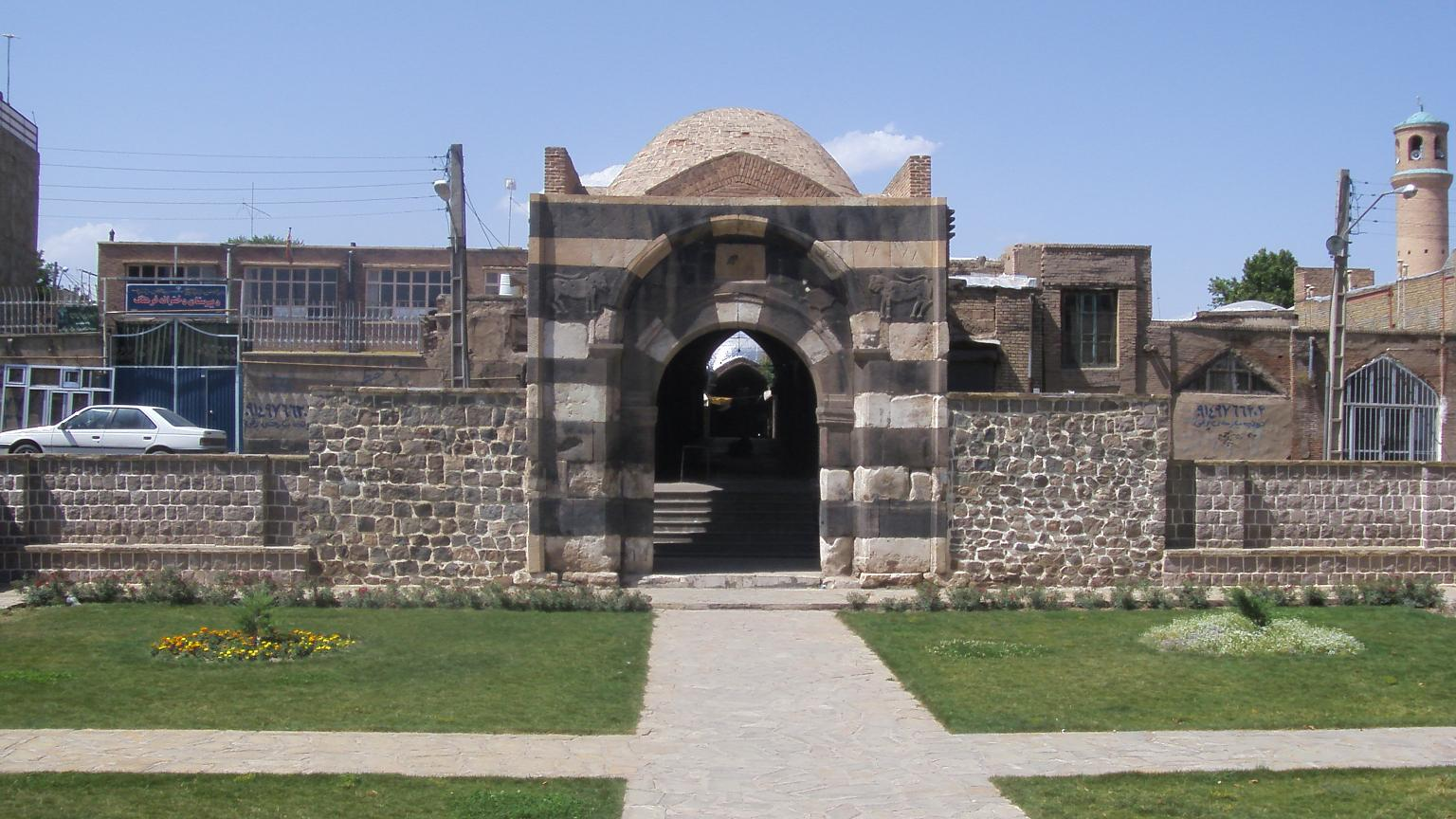
خوی؛ دومین شهر پرجمعیت استان آذربایجان غربی.

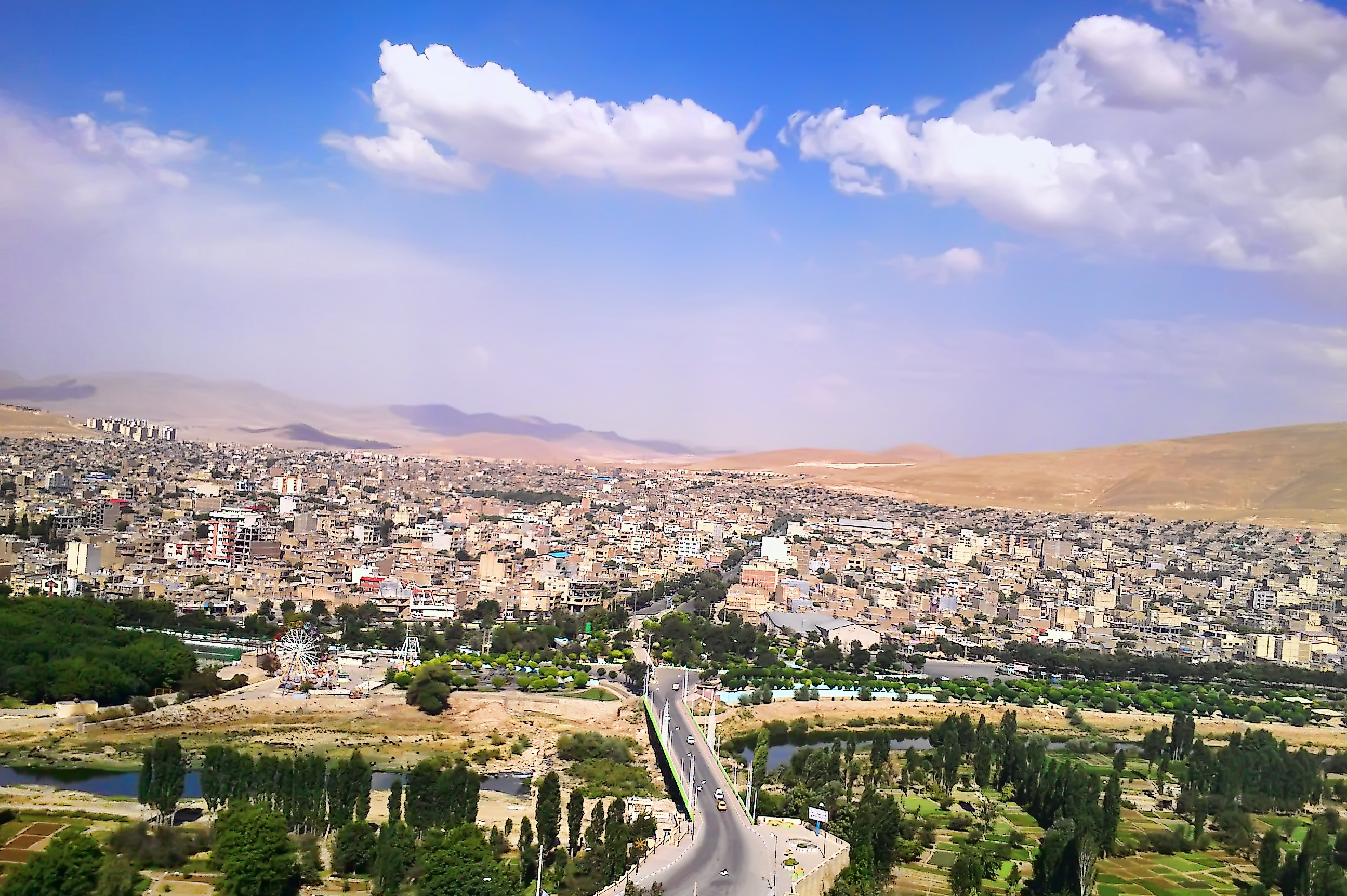
بوکان؛ سومین شهر پرجمعیت استان آذربایجان غربی.

آمار درجه، جمعیت و سال تأسیس شهرهای استان آذربایجان غربی برپایهٔ سرشماری سال‌های ۱۳۸۵، ۱۳۹۰ و ۱۳۹۵ شمسی.
| ردیف | نام شهر      | شهرستان  | جمعیت (۱۳۸۵) | جمعیت (۱۳۹۰) | جمعیت (۱۳۹۵) | رتبه در شهرستان | سال تأسیس | درجه شهرداری |
| ---- | ------------ | -------- | ------------ | ------------ | ------------ | --------------- | --------- | ------------ |
| ۱    | ارومیه       | ارومیه   | ۵۷۷٬۳۰۷      | ۶۶۷٬۴۹۹      | ۷۳۶٬۲۲۴      | ۱               | ۱۲۸۷      | ۱۱           |
| ۲    | خوی          | خوی      | ۱۷۸٬۷۰۸      | ۲۰۰٬۹۵۸      | ۱۹۸٬۸۴۵      | ۱               | ۱۳۰۲      | ۱۰           |
| ۳    | بوکان        | بوکان    | ۱۴۹٬۳۴۰      | ۱۷۰٬۶۰۰      | ۱۹۳٬۵۰۱      | ۱               | ۱۳۲۷      | ۱۰           |
| ۴    | مهاباد       | مهاباد   | ۱۳۳٬۳۲۴      | ۱۴۷٬۲۶۸      | ۱۶۸٬۳۹۳      | ۱               | ۱۳۱۰      | ۸            |
| ۵    | میاندوآب     | میاندوآب | ۱۱۲٬۹۳۳      | ۱۲۳٬۰۸۱      | ۱۳۴٬۴۲۵      | ۱               | ۱۳۲۷      | ۸            |
| ۶    | سلماس        | سلماس    | ۷۹٬۵۶۰       | ۸۸٬۱۹۶       | ۹۲٬۸۱۱       | ۱               | ۱۳۳۹      | ۹            |
| ۷    | پیرانشهر     | پیرانشهر | ۵۷٬۶۹۲       | ۶۹٬۰۴۹       | ۹۱٬۵۱۵       | ۱               | ۱۳۳۹      | ۷            |
| ۸    | نقده         | نقده     | ۷۲٬۹۷۵       | ۷۵٬۵۵۰       | ۸۱٬۵۹۸       | ۱               | ۱۳۳۰      | ۸            |
| ۹    | شاهین دژ     | شاهین دژ | ۴۳٬۷۰۲       | ۴۴٬۰۴۰       | ۴۹٬۶۷۷       | ۱               | ۱۳۰۷      | ۷            |
| ۱۰   | ماکو         | ماکو     | ۴۱٬۸۶۵       | ۴۲٬۱۶۷       | ۴۶٬۵۸۱       | ۱               | ۱۳۰۰      | ۷            |
| ۱۱   | سردشت        | سردشت    | ۳۷٬۱۱۵       | ۴۲٬۱۶۷       | ۴۶٬۴۱۲       | ۱               | ۱۳۲۷      | ۸            |
| ۱۲   | تکاب         | تکاب     | ۳۴٬۲۰۴       | ۳۸٬۳۹۶       | ۴۳٬۱۳۱       | ۱               | ۱۳۱۸      | ۷            |
| ۱۳   | اشنویه       | اشنویه   | ۲۹٬۸۹۶       | ۳۲٬۷۲۳       | ۳۹٬۸۰۱       | ۱               | ۱۳۲۲      | ۶            |
| ۱۴   | قره‌ضیاءالدین | چایپاره  | ۲۲٬۵۸۹       | ۲۳٬۷۶۹       | ۲۶٬۷۶۷       | ۱               | ۱۳۳۹      | ۶            |
| ۱۵   | شوط          | شوط      | ۱۹٬۷۵۹       | ۲۱٬۰۴۷       | ۲۵٬۳۸۱       | ۱               | ۱۳۳۵      | ۷            |
| ۱۶   | سیه‌چشمه      | چالدران  | ۱۴٬۱۸۹       | ۱۵٬۷۸۶       | ۱۷٬۸۰۴       | ۱               | ۱۳۳۹      | ۶            |
| ۱۷   | ربط          | سردشت    | ۷٬۹۸۷        | ۱۲٬۰۶۸       | ۱۵٬۷۵۰       | ۲               | ۱۳۸۲      | ۵            |
| ۱۸   | پلدشت        | پلدشت    | ۸٬۵۸۴        | ۹٬۹۶۳        | ۱۱٬۴۷۲       | ۱               | ۱۳۴۳      | ۶            |
| ۱۹   | بازرگان      | ماکو     | ۹٬۰۴۷        | ۹٬۵۵۱        | ۹٬۹۷۹        | ۲               | ۱۳۷۵      | ۵            |
| ۲۰   | چهاربرج      | چهاربرج  | ۷٬۹۴۰        | ۸٬۶۸۱        | ۹٬۴۰۶        | ۱               | ۱۳۷۵      | ۳            |
| ۲۱   | محمدیار      | نقده     | ۸٬۰۱۸        | ۸٬۶۰۴        | ۹٬۳۱۳        | ۲               | ۱۳۴۷      | ۶            |
| ۲۲   | فیرورق       | خوی      | ۷٬۹۰۳        | ۸٬۸۳۷        | ۹٬۱۹۰        | ۲               | ۱۳۴۶      | ۵            |
| ۲۳   | تازه‌شهر      | سلماس    | ۸٬۲۱۶        | ۸٬۸۶۴        | ۸٬۶۲۹        | ۲               | ۱۳۴۴      | ۴            |
| ۲۴   | نلاس         | سردشت    | -            | -            | ۸٬۵۰۳        | ۳               | ۱۳۹۷      | ۱            |
| ۲۵   | نوشین‌شهر     | ارومیه   | ۶٬۷۳۱        | ۷٬۱۸۳        | ۸٬۳۸۰        | ۲               | ۱۳۷۲      | ۵            |
| ۲۶   | دیزج دیز     | خوی      | -            | ۱۰۰۰۰        | ۸٬۲۸۲        | ۳               | ۱۳۸۷      | ۱            |
| ۲۷   | گوگ تپه      | مهاباد   | -            | -            | ۶٬۹۴۷        | ۲               | ۱۳۹۶      | ۱            |
| ۲۸   | محمودآباد    | شاهین‌دژ  | ۵٬۸۱۷        | ۶٬۶۸۰        | ۶٬۸۶۶        | ۲               | ۱۳۸۴      | ۱            |
| ۲۹   | میرآباد      | میرآباد  | ۹٬۵۰۲        | ۱۰٬۴۱۰       | ۶٬۰۰۰        | ۱               | ۱۳۷۹      | ۴            |
| ۳۰   | قطور         | خوی      | -            | ۴٬۶۶۳        | ۵٬۱۴۷        | ۴               | ۱۳۸۷      | ۳            |
| ۳۱   | باروق        | باروق    | ۳٬۸۷۴        | ۴٬۱۱۸        | ۴٬۲۲۵        | ۱               | ۱۳۸۳      | ۳            |
| ۳۲   | لاجان        | پیرانشهر | ۱٬۳۱۶        | ۱٬۶۷۳        | ۴٬۲۰۱        | ۲               | ۱۳۸۲      | ۲            |
| ۳۳   | کشاورز       | شاهین‌دژ  | ۳٬۵۳۸        | ۳٬۹۰۴        | ۴٬۱۳۸        | ۳               | ۱۳۷۹      | ۲            |
| ۳۴   | یولاگلدی     | شوط      | -            | -            | ۳٬۹۳۵        | ۲               | ۱۳۹۷      | ۱            |
| ۳۵   | بکتاش        | میاندوآب | -            |              | ۳٬۵۲۳        | ۲               | ۱۳۹۸      | ۱            |
| ۳۶   | ایواوغلی     | خوی      | ۳٬۲۸۲        | ۳٬۱۶۷        | ۳٬۳۲۰        | ۵               | ۱۳۷۹      | ۲            |
| ۳۷   | نالوس        | اشنویه   | ۲٬۴۸۸        | ۲٬۹۳۸        | ۲٬۹۷۳        | ۲               | ۱۳۷۹      | ۲            |
| ۳۸   | قوشچی        | ارومیه   | ۲٬۸۳۲        | ۲٬۵۲۶        | ۲٬۷۸۷        | ۳               | ۱۳۶۹      | ۴            |
| ۳۹   | نازک علیا    | پلدشت    | -            | ۲٬۷۶۱        | ۲٬۶۶۷        | ۲               | ۱۳۸۹      | ۳            |
| ۴۰   | مرگنلر       | شوط      | -            | ۲٬۲۴۷        | ۲٬۲۹۴        | ۳               | ۱۳۸۹      | ۳            |
| ۴۱   | سرو          | ارومیه   | ۱٬۵۰۸        | ۱٬۵۳۰        | ۱٬۸۰۰        | ۴               | ۱۳۷۹      | ۳            |
| ۴۲   | آواجیق       | چالدران  | ۱٬۶۴۹        | ۱٬۵۱۶        | ۱٬۶۶۳        | ۲               | ۱۳۸۱      | ۲            |
| ۴۳   | سیلوانه      | ارومیه   | ۱٬۳۵۰        | ۱٬۴۹۰        | ۱٬۶۱۴        | ۵               | ۱۳۷۹      | ۱            |
| ۴۴   | حاجیلار      | چایپاره  | -            | -            | ۱٬۳۹۴        | ۲               | ۱۳۹۶      | ۱            |
| ۴۵   | سیمینه       | بوکان    | ۹۵۷          | ۱٬۱۷۳        | ۱٬۳۴۵        | ۲               | ۱۳۸۱      | ۲            |
| ۴۶   | زرآباد       | خوی      | ۹۱۷          | ۱٬۲۳۹        | ۱٬۱۴۷        | ۶               | ۱۳۸۹      | ۳            |
| ۴۷   | خلیفان       | مهاباد   | -            | ۹۶۲          | ۷۴۹          | ۳               | ۱۳۸۹      | ۱            |
| ۴۸   | تخت سلیمان   | تکاب     | -            |              | ۷۳۲          | ۲               | ۱۳۹۸      | ۱            |